# Lengua lógica
Una lengua lógica es una lengua construida que ha sido diseñada de tal forma que sus estructuras gramaticales no sean intrínsecamente ambiguas.
El primer idioma diseñado como lengua lógica fue el loglan, el cual pretendía servir de base para probar la hipótesis de Sapir-Whorf la cual propone que el idioma influye en el pensamiento. El proyecto lojban surgió del trabajo original sobre loglan.